# هنري راميرز
هنري راميرز (بالإسبانية: Henry Ramirez)‏ هو حكم كرة قدم ومدرب كرة قدم ولاعب كرة قدم بيروفي في مركز الدفاع، ولد في 3 يونيو 1980 في سولانا في بيرو. لعب مع Alianza Atlético ‏.